# Diocesi di Sasima
La diocesi di Sasima (in latino Dioecesis Sasimensis) è una sede soppressa del patriarcato di Costantinopoli e una sede titolare della Chiesa cattolica.

## Storia
Sasima, identificabile con Hasanköy nell'odierna Turchia, è un'antica sede episcopale della provincia romana della Cappadocia Seconda nella diocesi civile del Ponto. Faceva parte del patriarcato di Costantinopoli ed era suffraganea dell'arcidiocesi di Tiana.
La diocesi è documentata nelle Notitiae episcopatuum del patriarcato fino al XII secolo.
Sasima fu la prima sede del vescovo Gregorio Nazianzeno, ma l'opposizione del metropolita Antimo di Tiana rese difficile il governo di Gregorio, che dette le dimissioni. Ambrogio sottoscrisse la lettera dei vescovi della provincia di Cappadocia Seconda indirizzata all'imperatore Leone in seguito all'uccisione del patriarca alessandrino Proterio. Eleusio visse all'epoca dell'imperatore Anastasio I Dicoro. Stefano prese parte al concilio in Trullo del 691/92 e Costantino a quello di Nicea del 787. Durante il sinodo di Costantinopoli del 1143 il vescovo Clemente di Sasima fu accusato di elezione anticanonica e di adesione al bogomilismo, e per questo deposto.
Dal XIX secolo Sasima è annoverata tra le sedi vescovili titolari della Chiesa cattolica; dal 9 luglio 1992 il vescovo titolare è Louis Pelâtre, A.A., già vicario apostolico di Istanbul e amministratore apostolico dell'esarcato apostolico di Costantinopoli.

## Cronotassi

### Vescovi greci
- San Gregorio Nazianzeno † (circa 373 - prima del 379 dimesso)
- Ambrogio † (menzionato nel 458)
- Eleusio †
- Stefano † (prima del 691 - dopo il 692)
- Costantino † (menzionato nel 787)
- Clemente † (? - 30 ottobre 1143 deposto)[6][7]

### Vescovi titolari
- Carlo Mola, C.O. † (29 aprile 1909 - 8 gennaio 1914 deceduto)
- Luigi Zaffarami † (22 gennaio 1915 - 6 dicembre 1915 nominato vescovo di Todi)
- Emilio Bongiorni † (31 gennaio 1916 - 18 maggio 1937 deceduto)
- Adolph John Paschang, M.M. † (17 giugno 1937 - 11 aprile 1946 nominato vescovo di Jiangmen)
- Wendelin Joseph Nold † (29 novembre 1947 - 1º aprile 1950 succeduto vescovo di Galveston)
- Johann Wilhelm Cleven † (18 novembre 1950 - 14 agosto 1983 deceduto)
- Louis Pelâtre, A.A., dal 9 luglio 1992